# 勒谢拉尔
勒谢拉尔（法語：Le Cheylard，法語發音：[lə ʃelaʁ]）是法国阿尔代什省的一个市镇，属于罗讷河畔图尔农区。

## 地理
勒谢拉尔（44°54'19"N, 4°25'20"E）面积13.45 平方千米，位于法国奥弗涅-罗讷-阿尔卑斯大区阿尔代什省，该省份为法国东南部内陆省份，北起顺时针与卢瓦尔省、伊泽尔省、德龙省、沃克吕兹省、加尔省、洛泽尔省和上盧瓦爾省接壤。
与勒谢拉尔接壤的市镇（或旧市镇、城区）包括：阿孔、若纳克、圣克里斯托尔、圣谢尔热-苏勒谢拉尔、圣让鲁尔、圣米歇尔多朗斯。

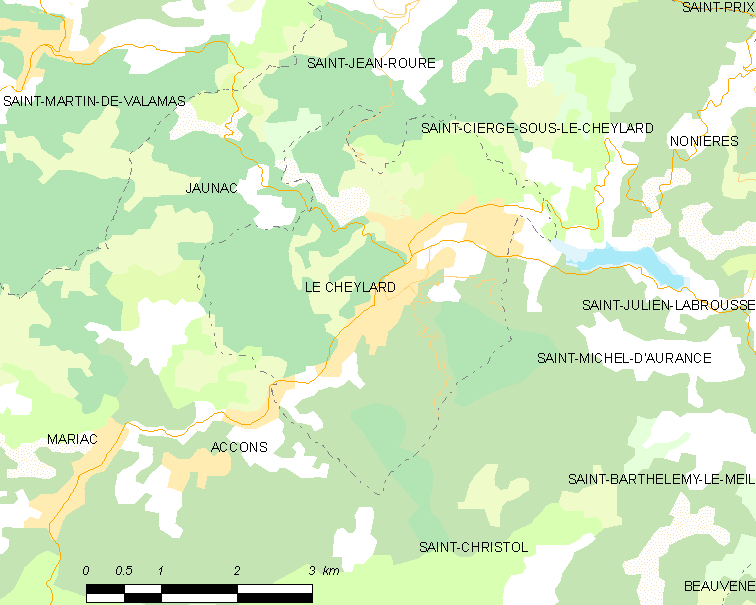
勒谢拉尔的OSM定位图

勒谢拉尔的时区为UTC+01:00、UTC+02:00（夏令时）。

## 行政
勒谢拉尔的邮政编码为07160，INSEE市镇编码为07064。

## 政治
勒谢拉尔所属的省级选区为上埃里约县。

## 人口

1962-2008年间勒谢拉尔人口变化图示

勒谢拉尔于2022年1月1日时的人口数量为2812人。